# 牛久陣屋

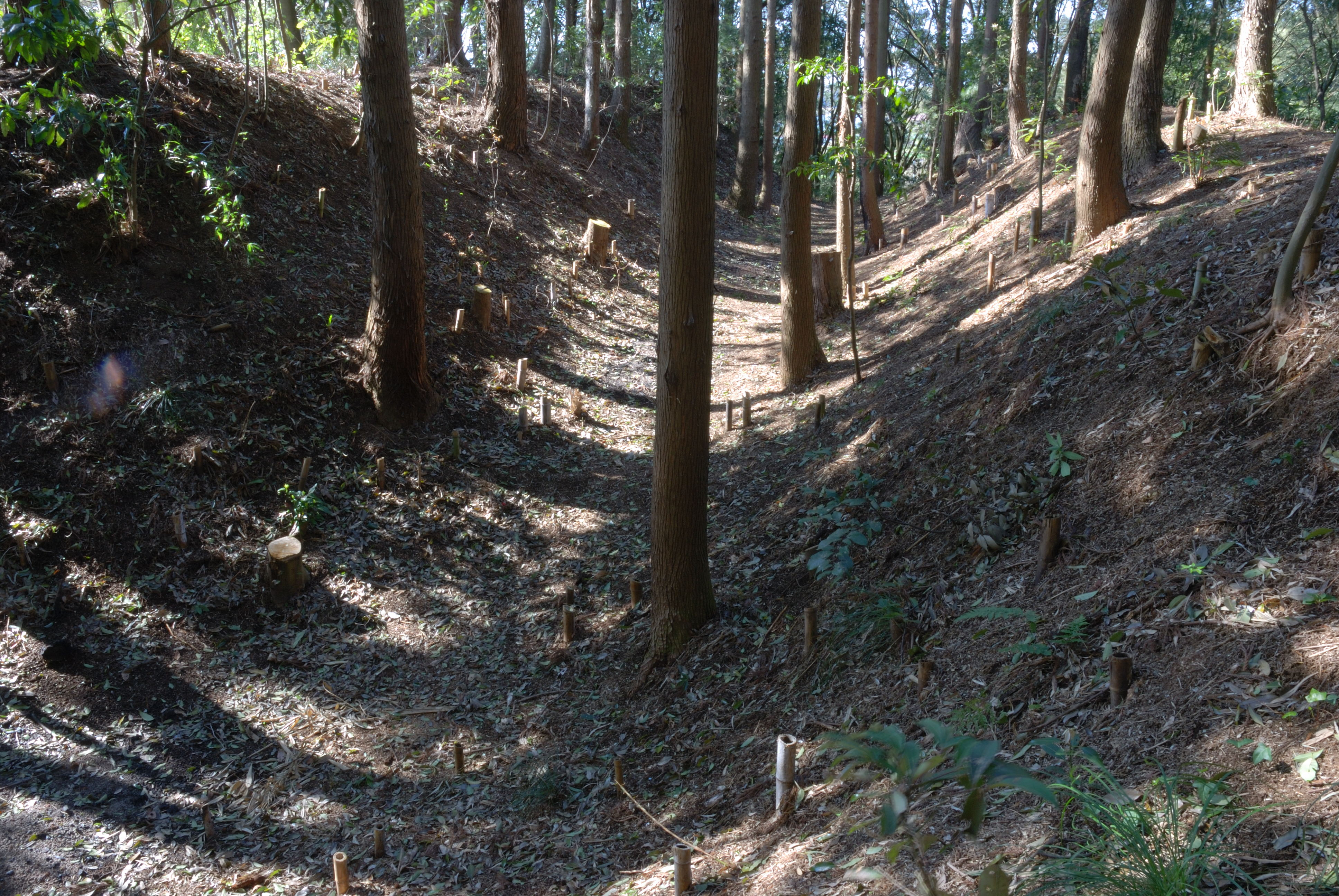
空堀

牛久陣屋（うしくじんや）は、茨城県牛久市城中町にあった陣屋である。寛文9年（1669年）に牛久藩2代藩主・山口弘隆によって築かれ、牛久藩の藩庁が置かれた。

## 概要
寛永5年（1628年）、山口重政が1万5000石で牛久に封じられ、その子・山口弘隆によって牛久陣屋は築かれた。その後、牛久藩は5000石を分知し1万石となったが、陣屋は廃止されることなく明治維新まで維持された。

## 構造
陣屋は旧牛久城外郭内の西端、牛久沼に接する標高約20メートルの台地端にあり、面積はおよそ1万2000平方メートル余りであった。
東端には堀と土塁が南北に設けられ、堀を隔てて馬出し状の郭が設けられていた。また、台地中腹に横堀が巡り、前述の馬出し状の郭から、この横堀を経て台地の麓に至る城道が設定されていた。建造物としては、陣屋内に御殿、長屋、蔵などが建てられた。

## 遺構
陣屋内部は耕地となり井戸跡がわずかに残る程度であるが、台地端の土塁および空堀、台地中腹の横堀が良く残る。建造物としては、陣屋門が市内民家に移築され現存している。